# S. Wallace Dempsey

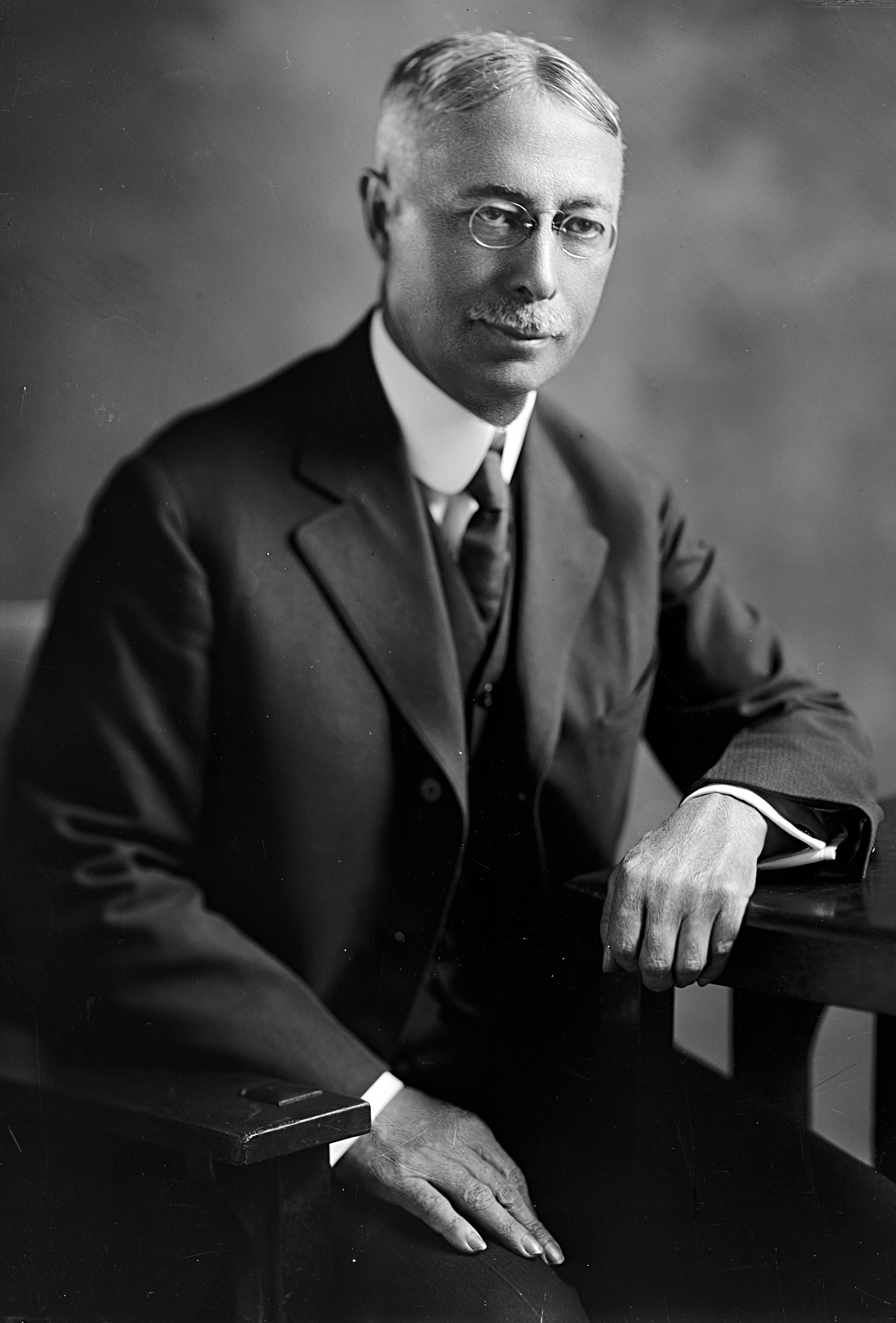
S. Wallace Dempsey

Stephen Wallace Dempsey (* 8. Mai 1862 in Hartland, Niagara County, New York; † 1. März 1949 in Washington, D.C.) war ein US-amerikanischer Politiker. Zwischen 1915 und 1931 vertrat er den Bundesstaat New York im US-Repräsentantenhaus.

## Leben
Wallace Dempsey besuchte die öffentlichen Schulen seiner Heimat. Im Jahr 1880 absolvierte er die De Veaux School in Niagara Falls. Nach einem anschließenden Jurastudium und seiner 1886 erfolgten Zulassung als Rechtsanwalt begann er in Lockport in diesem Beruf zu arbeiten. Zwischen 1889 und 1907 war er stellvertretender Bundesstaatsanwalt; von 1907 bis 1912 war er als Staatsanwalt im US-Justizministerium mit den Anklagen gegen die Standard Oil Company und einige Eisenbahngesellschaften betraut. Politisch schloss er sich der Republikanischen Partei an.
Bei den Kongresswahlen des Jahres 1914 wurde Dempsey im 40. Wahlbezirk von New York in das US-Repräsentantenhaus in Washington gewählt, wo er am 4. März 1915 die Nachfolge des Demokraten Robert H. Gittins antrat. Nach sieben Wiederwahlen konnte er bis zum 3. März 1931 acht Legislaturperioden im Kongress absolvieren. In diese Zeit fiel der Erste Weltkrieg. Außerdem wurden in den Jahren 1919 und 1920 der 18. und der 19. Verfassungszusatz ratifiziert. Dabei ging es um das Verbot des Handels mit alkoholischen Getränken bzw. um die bundesweite Einführung des Frauenwahlrechts. Seit dem Herbst des Jahres 1929 wurde auch die Arbeit des Kongresses von den Ereignissen der Weltwirtschaftskrise geprägt.
Von 1921 bis 1931 war Dempsey Vorsitzender des Committee on Rivers and Harbors. Im Jahr 1930 wurde er von seiner Partei nicht mehr zur Wiederwahl nominiert. Nach dem Ende seiner Zeit im US-Repräsentantenhaus praktizierte Wallace Dempsey wieder als Anwalt. Er starb am 1. März 1949 in der Bundeshauptstadt Washington.